# Amphios (Sohn des Merops)
Amphios (altgriechisch Ἄμφιος Ámphios) ist eine Person der griechischen Mythologie.
Er ist der Sohn des Sehers Merops aus Perkote in Mysien und der Bruder des Adrastos. Gegen den Willen seines Vaters zieht er mit seinem Bruder auf Seiten der Trojaner in den Trojanischen Krieg, wo beide von Diomedes getötet werden.